# Lobelia macdonaldii
Lobelia macdonaldii là loài thực vật có hoa trong họ Hoa chuông. Loài này được B.L.Turner mô tả khoa học đầu tiên năm 1992.